# Olof Eriksson
Olof Werner William Eriksson (ur. 5 kwietnia 1911, zm. 27 maja 1987) – fiński heraldyk, twórca herbu Finlandii i około 100 innych herbów w latach 50. i 60 XX wieku.